# 大室佳奈
大室 佳奈（おおむろ かな、2月10日 - ）は日本の女性声優。ケッケコーポレーション所属。広島県出身。

## 略歴
松濤アクターズギムナジウム声優部11期生。

## 人物
趣味はストレッチ、散歩、空を見ること、パペット操演、塗り絵。特技は歌唱、カタコト喋り。

## 出演

### テレビアニメ
時期不明
- ドラえもん

2008年
- ロザリオとバンパイア（女子生徒）

2009年
- 毎日かあさん（2009年 - 2011年、まきくん、女子、三男、雀拳一 、お姉さん、アナウンス、店員、銀次くん 他）
- メタルファイト ベイブレード シリーズ（2009年 - 2011年、子供B、女子C、ブレット、オペレーターA、ブルース）- 2シリーズ
- 遊☆戯☆王5D's（マックス）

2011年
- TIGER & BUNNY（ウェイトレス、女生徒）
- 遊☆戯☆王ZEXAL（2011年 - 2013年、セイ、同級生、徳之助の友達、小鳥の母、小鳥の友達、病室の女性、チアガール、少年 、女子生徒 他） - 2シリーズ

2012年
- おじゃる丸（2012年 - 2013年、女性、OL）
- 超訳百人一首 うた恋い。（女房、妹宮、女官、康秀の弟、菫、高子の女房）
- トリコ（女性、ガイド）
- めだかボックス（女子柔道部員B）

2013年
- ビーストサーガ（パドレッサー、レイディア / トナカイ、市民）
- ふたりはミルキィホームズ（女の子E、キャスター）

2017年
- 遊☆戯☆王VRAINS（幼い頃の遊作）

### OVA
- 君のいる町（2012年、生徒）

### 劇場アニメ
- こわれかけのオルゴール（2010年、少年）

### Webアニメ
- ベイウォーリアーズ サイボーグ（2015年、ハルトマン、子供A、子供、少年A、オト）

### ゲーム
- アポカリプス〜ディザイアネクスト〜（2007年）
- 御城プロジェクト:RE（2016年、やくも、観音寺城、岡豊城、広島城）

### 吹き替え

#### 実写洋画
- ウォルト・ディズニーの約束（ギンティ）
- WITHOUT A TRACE/FBI 失踪者を追え! season4、season6
- おとぼけスティーブンス一家（ジェイン）
- 幸せの教室（ナタリー・カリメリス）
- スイート・ライフ オン・クルーズ（アディソン）
- 聖夜の贈り物（クララ） - ソフト未収録
- ソフィア・ローレン 母の愛
- 忍者
- ヒーリングハート
- ムーンライズ・キングダム
- RENT（2017年） - ソフト未収録

#### ドラマ
- セサミストリート（ゾーイ、ニーナ） - YouTube版

#### アニメ
- アナと雪の女王（母親）
- ウィスカー・ヘイブン〜ロイヤルペットものがたり〜（プティ）
- すすめ!オクトノーツ（ダシー、ターニップ、ピント、ウルサ）
- オクトノーツと地上のミッション（ダシー、ターニップ、ピント）

### ドラマCD
- 彩雲国物語

### シリーズ一覧
1. ↑  第2シーズン『爆』（2009年）、第3シーズン『4D』（2011年）
2. ↑  第1期（2011年 - 2012年）、第2期『II』（2012年 - 2013年）